# (6062) Vespa
(6062) Vespa ist ein Asteroid des äußeren Hauptgürtels, der am 6. Mai 1983 vom US-amerikanischen Astronomen Norman G. Thomas an der Anderson Mesa Station (IAU-Code 688) des Lowell-Observatoriums im Coconino County in Arizona entdeckt wurde.
Benannt wurde er am 4. April 1996 nach der Vespa, einem Motorroller des italienischen Unternehmens Piaggio, die zu den weltweit bekanntesten und beliebtesten Rollertypen zählt und im Juni 1996 das 50-jährige Jubiläum ihrer Einführung erlebte.
Der Asteroid gehört zur Themis-Familie, einer Gruppe von Asteroiden, die nach (24) Themis benannt wurde.